# Dejan Đorić
Dejan Đorić (Beograd, Srbija, 1959) jedan je od najistaknutijih likovnih kritičara i esejista u Srbiji.

## Biografija
Studirao je istoriju umetnosti na Filozofskom fakultetu u Beogradu. Likovnom kritikom se bavi od 1985. godine. Autor je ili koautor 31 višejezične problemske i monografske publikacije objavljene u Beogradu i Cirihu. Koautor je dva najveća novija balkanska izdavačka projekta, dvostruke monografije Beograd, grad tajni i Mediale, trostruke, trojezične knjige sa filmskim DVD. Napisao je kao autor monografije o slikarima Radislavu Trkulji, Milunu Mitroviću, Lidiji Macuri, Leonidu Šejki, Beli venčac – 35 aranđelovačkih simpozijuma skulpture, kao i brojne tekstove u listovima, časopisima, stručnoj periodici i izdanjima posvećenim umetnosti. Značajnu ulogu zauzeo je i u kritici dela Dragana Maleševića Tapija.
Mediala i monografija "In Search of Lost time". Vlada Mirković. "The paintings" su nagrađene na Beogradskom sajmu knjiga 2005. i 2006. godine. Član je udruženja ULUPUDS i AICA. Dobitnik je godišnje nagrade ULUPUDS-a za 1991. godinu. Zastupljen je u leksikonu "Ko je ko u Jugoslaviji" 1996. i u publikacijama "American Biographical Institute". Američki Biografski institut za doprinos likovnoj kritici nagradio ga je 2008. godine sa Zlatnom medaljom za Srbiju i uvrstio u publikaciju "Great Minds of the 21st Century". Internacionalni biografski centar u Kembridžu predstavio ga je u izdanju "2000 Outstanding Intellectuals of the 21st Century". Njegovi tekstovi su prevođeni na engleski, nemački, bugarski i makedonski jezik. Živi i radi u Beogradu.

## Likovna kritika
- Balša Rajčević (1989)
- Dragan Malešević Tapi (1994, 1995, 1996, 2009)
- Radovan Hiršl (2005)
- Leonid Šejka (2007)
- Mediala

### Spoljašnje veze
- Profil na portalu Arte